# Indeo
Indeo Video(インデオビデオ)は米インテルが1992年に開発したビデオコーデックである。

## 概要
Apple ComputerのQuickTime（MOV形式）やマイクロソフトのVideo for Windows（AVI形式）で主力のビデオコーデックであった。
ただ、別途コーデックのダウンロードとインストールが必要だったのでインターネット上の動画で使われる事は少なく、コーデックをゲームのCD-ROMやDVD-ROMに添付した上でゲームで採用されることが多かった。
Intelが米Ligos Corporationに売却（後述）したあたりからゲームでの採用が減り始め、同様にゲームでの採用が多かったMPEG-1や新コーデックであるMPEG-4（DivXやxvidなど）やWindows Media Videoへの移行が始まり、その後は2000年代後半以降のVC-1やH.264に取って代わられた。
Windows XP Service Pack 1にはIndeo Video 5 コーデックが含まれていなかったため、パソコンゲームなどの動画が再生できないという問題が頻発し、一部で騒ぎとなったこともある。
Indeoは2000年に米Ligos Corporationへと売却された。
Ligos Corporationのサイトでは無料版のIndeoコーデックが配布されていたが、現在は有料版が販売されている。
しかし、Indeoやiv5setup.exeで検索することで古い無料版の入手は可能である。
オーディオコーデックであるIndeo Audioも存在するがほとんど使われていない。

## コーデック一覧
- Indeo Video 3.2 Codec (IV32)
- Indeo Video 4 Codec (IV41)
- Indeo® Video 5 Codec (IV50)
- Indeo Video Raw (YVU9) Codec
- Indeo Audio Codec